# Hopea cordata
Hopea cordata är en tvåhjärtbladig växtart som beskrevs av Jules Eugène Vidal. Hopea cordata ingår i släktet Hopea och familjen Dipterocarpaceae. Inga underarter finns listade i Catalogue of Life.